# Галина Уљанова
Галина Сергејевна Уланова (рус. Галина Сергеевна Уланова; Санкт Петербург, 8. јануар 1910 — Москва, 21. март 1998) је била руска примабалерина. Била је готово две деценије водећа балерина "Бољшој театра" после Другог светског рата.

## Биографија
Галина Уљанова је била кћи соло-играчице и играча из Театра Марински. Почела је да се школује као балерина са 9 година у затвореној балетској школи театра. Маја 1928. кренула је да наступа за „Државну академску оперу и балет“, која ће касније постати Балет Киров. Веома брзо постала је први солиста.
Године 1940. плесала је улогу Јулије на премијери балета Сергеја Прокофјева „Ромео и Јулија“. Прича се да му је она била инспирација за ову музику. После више гостовања, 1944. постала је члан Бољшој театра у Москви. Наредне године играла је насловну улогу на првом извођењу „Пепељуге“ (такође Прокофјев). У Баљшој театру је остала до повлачења са сцене 1963. После тога је радила као учитељ балета. Галина Уљанова се удавала два пута.
Уљанова је бриљирала и као глумица и као играчица. Великан позоришта Константин Станиславски је био одушевљен њеном глумом. Први пут је наступала у иностранству када је имала 46 година. Британске новине су писале о њој: „Галина Уљанова је у Лондону доживела највећи тријумф од свих плесача од времена Ане Павлове".
Због својих заслуга, 16 година је носила титулу Prima Ballerina Assoluta.